# ヨアンネス・クリマコス
ヨアンネス・クリマコス（ギリシア語: Ἰωάννης τῆς Κλίμακος、579年 - 649年）は、7世紀に活動したキリスト教の著述家、修道士。正教会・非カルケドン派・カトリック教会で聖人。ギリシャ教父のひとりで、正教会では非常に重要視される。ヨハネ・クリマコスとも。クリマコスはギリシア語で「はしご」の意、彼の主著『天国への階梯』にちなむ添え名である。この事から日本正教会では階梯者イオアン（かいていしゃ-）と呼ばれる。ほか、ヨアンネス・シナイテス（シナイのヨアンネス）、梯子のヨハネなどの異称がある。
6世紀末から7世紀に活動した。隠修者として40年間生活した後シナイ山にある聖カタリナ修道院の院長を務め、修道士のための教訓を書き残した。主著『天国への階梯』。

## 生涯
ヨアンネス・クリマコスの生涯については多くは知られていない。579年以前に生まれ16歳頃から20歳頃まで、霊的指導者について修行した。師の死後40年間、ヨアンネスはシナイの修道院近郊で隠修者としての生活を送る。隠修者としての生活の後、彼はシナイ山の聖カタリナ修道院の修道院長に選ばれる。そしてこの修道院長であった期間に彼の主著『楽園の梯子』は書かれた。649年に同修道院で没した。
彼の名はパレスチナとアラビアの全域に知られ、その後、東方キリスト教・ヘシカズムの発展に多大な影響を与えたことで知られている。

## 著作　『天国への階梯』

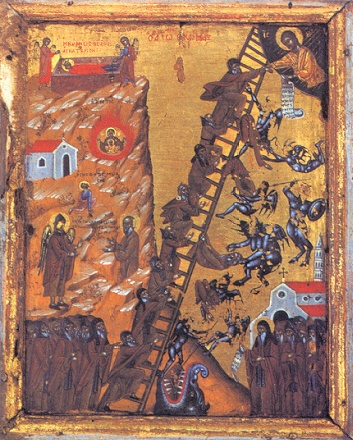
「天国への階梯」のイコン。キリストが待つ天国へのはしごを上っていく修道者たちを悪魔が妨害する。正教会では、階梯者イオアンを記憶する際にはこのイコンも用いる。

『天国への階梯』はクリマコスの主著であり、今日も読まれる教訓書である。元来は修道士の指導のために書かれ、修道の基本的な心得、欲望、活動および観想的生活の諸徳、その完成としての愛について述べ、神へといたる階梯である信仰生活のための手引きを意図している。
全30章とした理由について、クリマコスはイエス・キリストの私生涯（洗礼を受けて宣教をはじめるまでのイエスの人生）が30年からなることにちなんだとしている。はしごのイメージは、創世記にある「ヤコブのはしご」から来ている。天と地をつなぐこのはしごは、キリスト教の伝統においてはキリストの予表と解釈されている。
- （1）-（30）の各章の題名は次のようになっている[3]。

（1）この世の放棄 （2）欲望から超然としていること （3）流謫
（4）従順 （5）悔悛 （6）死の想起 （7）悲しみ嘆くこと
（8）怒り （9）敵意 （10）中傷 （11）饒舌 （12）虚偽 （13）嫌気-アケーディア
（14）大食 （15）渇望 （16）-（17）食欲
（18）-（20）無感覚 （21）恐怖 （22）虚栄心 （23）驕慢そのうえ冒とく
（24）愚直 （25）謙遜 （26）識別
（27）静寂-ヘシュキア （28）祈り （29）不受動心-アパテイア （30）愛
- 日本語訳 『楽園の梯子』（第27-30講話を所収）手塚奈々子訳、解説　- 『中世思想原典集成3　後期ギリシャ教父・ビザンティン思想』収録、平凡社、1994年8月初版。

### 著作からの引用
（28）祈りの章は次の文章で始まる。

## 影響と崇敬
ヨアンネス・クリマコスは、正教会において、キリスト教的生活を教えた人物としてきわめて重視される。このため正教会では、固有の記憶日である3月30日（4月12日）に加え、大斎第4主日を「階梯者イオアンの主日」として、彼を記憶する。